# Балтика — Челябинск
«Балтика — Челябинск» — пивоваренный завод в городе Челябинск. Является филиалом ООО «Пивоваренная компания «Балтика»», расположен в Советском районе по адресу: ул. Рылеева, 16.

## История
25 октября 1948 года Совет Министров СССР принял Решение № 4032 «О строительстве пивобезалкогольного завода в городе Челябинске» мощностью 6,8 миллионов декалитров пива в год и 12,5 тонн ячменного солода. Строительство началось в 1969 году. 10 декабря 1970 года состоялся пуск первой очереди завода, произведена первая тонна ячменного солода. Годовая проектная мощность по выпуску пива была освоена в 1972 году.  В 1980-е годы челябинский завод стал ключевым предприятием Челябинского пивного объединения.
В 1994 году произошло акционирование предприятия, в 1998 году стратегическим инвестором стал Baltic Beverages Holding. В 1999 году завод преобразован в ОАО «Золотой Урал». С 1999 по 2003 годы состоялась генеральная реконструкция производства, в результате которой производственные мощности были увеличены до 20 миллионов декалитров в год.
В 2005 году состоялось юридическое объединение пивоваренных компаний «Золотой Урал» (Челябинск) и ОАО «Вена» (Санкт-Петербург). В октябре 2005 года Система менеджмента качества предприятия была сертифицирована по международному стандарту ISO 9001:2000. 

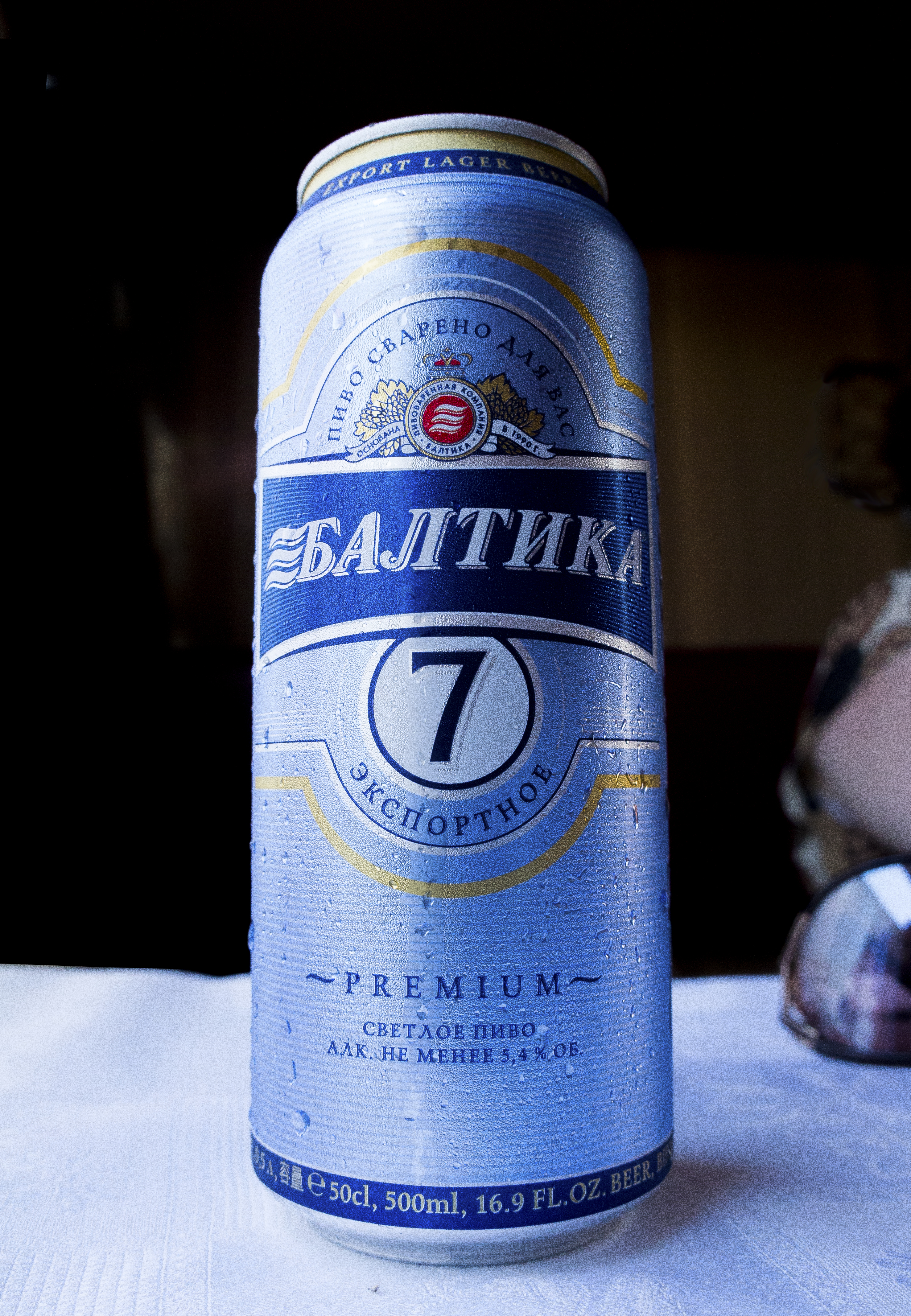
Пивная банка - Балтика

В 2006 году состоялось юридическое объединение компаний «Балтика», «Вена», «Пикра» и «Ярпиво». Завод преобразован в филиал «Балтика-Челябинск», это единственный завод компании «Балтика» в Уральском регионе. В июне 2006 года на заводе в Челябинске завершился проект увеличения производственных мощностей с 22 до 45 миллионов декалитров в год. В 2009 году состоялся запуск модернизированного элеватора, строительство спортивно-оздоровительного комплекса для сотрудников. В целом с 1999 года сумма инвестиций в завод составила более 3,6 миллиардов рублей. В 2014 году на предприятии работало около 500 человек.
В сентябре 2014 года производство и розлив пива на предприятии были прекращены, в январе 2015 года объявлено о закрытии завода.
В марте 2020 года «Балтика» завершила продажу производственного комплекса в Челябинске неназванному инвестору.

## Портфель брендов
На челябинском пивоваренном заводе производятся лицензионный сорт Tuborg, национальные сорта: «Балтика», «Жатецкий Гусь», «Арсенальное», «Ярпиво», безалкогольное пиво «Балтика 0». Также здесь продолжается выпуск региональных марок «Челябинское» и «Уральский Mастер». Всего на заводе производится около 60 ассортиментных единиц продукции.

## Корпоративная социальная ответственность
Около 9 миллионов рублей направлено компанией «Балтика» на благотворительность в Челябинской области в период с 2007 по 2014 год.
В 2010 году филиал «Балтика-Челябинск» стал одним из победителей VII областного конкурса социальных достижений предприятий «Меняющие мир» в номинации «Благотворительная деятельность по всем направлениям социальной сферы». Завод был выдвинут на конкурс Министерством социальных отношений Челябинской области, как наиболее социально активное предприятие области.
При поддержке экологических организаций в Челябинске три года подряд проводится акция «Семь рек», в рамках которой добровольцы очищают набережную и берега реки Миасс от бытового мусора.
За девять лет существования экологической акции «Отдыхай в чистом месте», которая организуется компанией в рамках традиционного Ильменского фестиваля бардовской песни, с места проведения фестиваля было вывезено около 70 тонн мусора.
В 2012 и 2013 годах филиал «Балтика-Челябинск» стал победителем в номинации «Поддержка природоохранных и экологических программ» IX и X областного конкурса социальных достижений «Меняющие мир».